# Gauthier Pinaud
Gauthier Pinaud (* 8. Januar 1988 in Châteauroux) ist ein französischer ehemaliger Fußballspieler.

## Karriere
Pinaud wuchs im zentralfranzösischen Châteauroux auf und gehörte im Jugendalter dem Nachwuchsleistungszentrum des dort angesiedelten Profiklubs LB Châteauroux an. Im Alter von 19 Jahren stand er zum ersten Mal im Profikader und verbuchte sein Zweitligadebüt, als er am 7. Dezember 2007 bei einer 1:2-Niederlage gegen den Stade Brest in der 85. Minute eingewechselt wurde. Der zur damaligen Zeit auf der Rechtsaußenposition beheimatete Nachwuchsspieler wurde in der nachfolgenden Zeit sporadisch aufgeboten, ehe er ab der Rückrunde 2009/10 regelmäßig das Vertrauen seines Trainers erhielt. Zwar war er von da an fester Bestandteil der Mannschaft, doch musste er sich zumeist mit Einwechselungen in der Schlussphase begnügen.
Im Sommer 2011 nahm er ein Vertragsangebot des in die fünfte Spielklasse abgestürzten Traditionsvereins Racing Strasbourg an und avancierte bei diesem umgehend zum unumstrittenen Stammspieler. 2012 und 2013 gelangen zwei Aufstiege in Serie, wodurch er zur Spielzeit 2013/14 in der landesweit ausgetragenen dritten Liga spielen konnte. Pinaud, der bereits zuvor einige Male von seiner offensiven Position auf die des rechten Verteidigers gerückt war, wurde nach dem Aufstieg in die Drittklassigkeit endgültig auf die Defensivrolle umgeschult. Dies gelang mit besonderem Erfolg, da er am Saisonende sogar zu Strasbourgs Spieler des Jahres gewählt wurde. Die Rettung vor dem drohenden Abstieg gelang dem Team allerdings nur durch den Lizenzentzug bei zwei Mitstreitern.
Während seines Jahres in der dritten Liga konnte sich der Spieler für höhere Aufgaben empfehlen und schaffte im Sommer 2014 nach drei Jahren die Rückkehr in die Zweitklassigkeit, indem er beim Aufsteiger US Orléans unterschrieb. Bei diesem wurde er regelmäßig aufgeboten, musste allerdings 2015 den direkten Wiederabstieg der Mannschaft hinnehmen. 2016 war er am erneuten Aufstieg beteiligt.